# Coll de l'Home Mort (Enveig)
El Coll de l'Home Mort és una collada de muntanya situada a 2.290,6 m alt del límit dels termes comunals d'Enveig i de Porta, tots dos de la comarca de l'Alta Cerdanya, a la Catalunya del Nord.
És al nord-oest del terme comunal d'Enveig, a prop al nord-est del Pic de Comau i al sud, més distant del Punxó.
És un indret de pas freqüent de les rutes excursionistes.